# Département de Federal
Pour les articles homonymes, voir Federal.
Le département de Federal est une des 17 subdivisions de la province d'Entre Ríos, en Argentine. Son chef-lieu est la ville de Federal.
Le département a une superficie de 5 060 km2. Sa population s'élevait à 25 055 habitants au recensement de 2001.

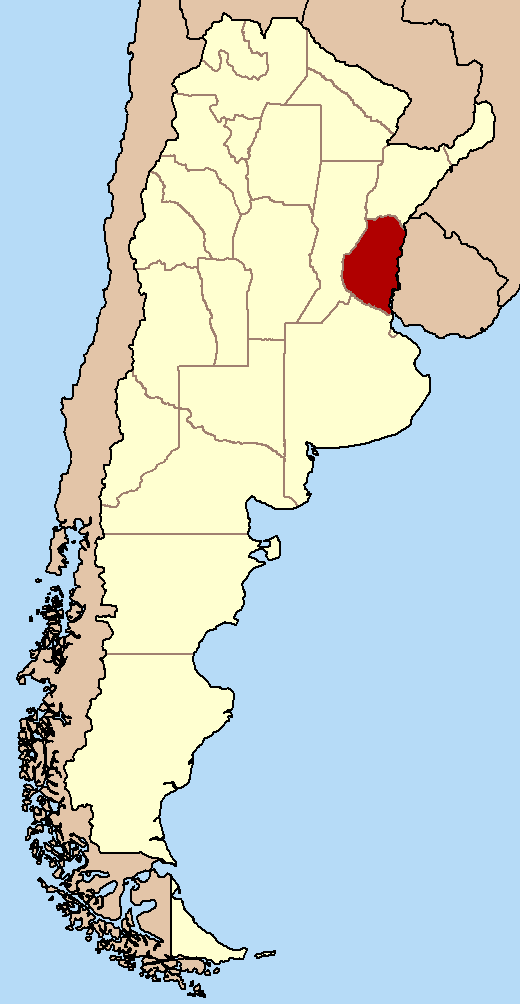
Localisation de la province d'Entre Ríos en Argentine.

## Villes et localités
- El Cimarrón
- Federal, chef-lieu
- Sauce de Luna